# Pracovní smlouva
Pracovní smlouva dle pracovního práva zakládá pracovní poměr mezi zaměstnavatelem a zaměstnancem. Právně je upravena v zákoníku práce. Uzavřena musí být vždy písemně a vyhotovuje se obvykle ve třech stejnopisech: pro zaměstnavatele, zaměstnance a okresní správu sociálního zabezpečení. Zaměstnanec nicméně musí vždy obdržet jedno vyhotovení. Pracovní smlouvu podepisuje zaměstnanec a zaměstnavatel (nebo osoba, která je oprávněna jednat za zaměstnavatele v pracovněprávních vztazích na základě plné moci). Jmenování nebo odvolání musí provést výhradně statutární orgán (pro společnost s ručením omezeným jsou to jednatelé) a tuto pravomoc nelze přenášet.
Další možnosti úpravy vztahů mezi zaměstnavatelem a zaměstnancem, ale mimo standardní pracovní poměr, nabízí dohoda o pracovní činnosti nebo dohoda o provedení práce.

## Podstatné náležitosti smlouvy
Smlouva musí vždy obsahovat tyto informace:
- druh práce, kterou má zaměstnanec vykonávat,
- místo nebo místa výkonu práce a
- den nástupu do práce (tímto dnem vzniká pracovní poměr).[5]

## Další informace související s pracovním poměrem
Pokud další informace o právech a povinnostech zaměstnance nejsou uvedeny ve smlouvě, musí ho o nich zaměstnavatel nejpozději do jednoho měsíce od vzniku pracovního poměru písemně informovat. Nicméně je možné již přímo v pracovní smlouvě např. uvést, zda je pracovní poměr sjednán na dobu určitou a v takovém případě konkrétně jakou, nebo na dobu neurčitou, když doba neurčitá je sjednána vždy, pokud není výslovně uvedena délka trvání. Dále je vhodné určit výši platu či mzdy, jinak totiž musí zaměstnavatel ihned po nástupu zaměstnance do práce pro něj vydat platový/mzdový výměr. V případě sjednání zkušební doby pak její délku (sjednána může být maximálně na tři měsíce a nemůže být prodloužena), protože její sjednání je možné jen písemně a nejpozději v den, který byl určen jako den nástupu do práce.

## Dřívější význam
V předválečné civilistice se „smlouvou pracovní“ rozuměl právní teorií užívaný souhrnný název pro smlouvu služební (odpovídající svým obsahem dnešní pracovní smlouvě) a smlouvu o dílo, které obě byly upraveny v § 1151–1174 obecného zákoníku občanského. Smlouvou pracovní se rozuměla konsensuální smlouva, jejímž předmětem je práce neboli „smlouva o provádění procesu pracovního v cizí sféře hospodářské“.